# 塚口站 (JR西日本)

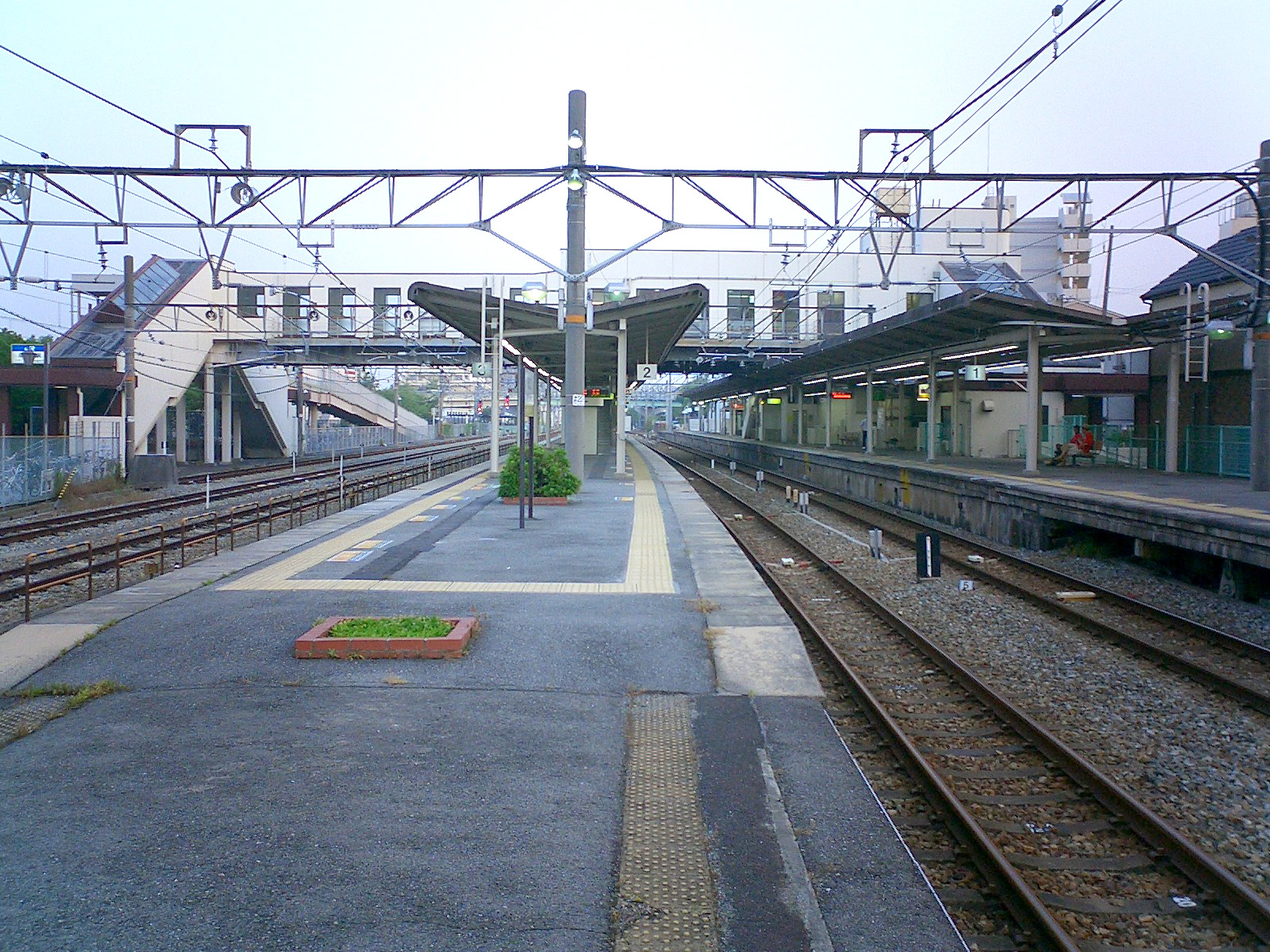
月台

塚口站（日语：／ Tsukaguchi eki */?）是位於日本兵庫縣尼崎市東塚口町，屬於西日本旅客鐵道（JR西日本）福知山線的鐵路車站。車站編號為JR-G50。
此站包括在都市網絡與「JR寶塚線」的愛稱路段。曾經福知山線的支線尼崎港線以此站為起點。而當地為了與阪急電鐵的神戶本線、伊丹線的塚口站區分，稱此站為「J塚」。

## 車站構造
島式月台與側式月台複合型2面3線的地面車站，設有跨站式站房。月台之間的移動通過跨線天橋完成。
直營站（尼崎站的被管理站），可使用ICOCA（與互相使用對象的IC卡）。

### 月台配置
| 月台 | 路線     | 方向 | 目的地                 | 備註                                    |
| ---- | -------- | ---- | ---------------------- | --------------------------------------- |
| 1    | JR寶塚線 | 下行 | 寶塚、三田方向         | 週末假日時刻表的一部分列車由2號月台開出 |
| 2、3 | JR寶塚線 | 上行 | 尼崎、大阪、北新地方向 |                                         |

上表的路線名稱記載旅客導覽上的名稱（愛稱）。

## 使用情況
根據「兵庫縣統計書」，2018年（平成30年）度1日平均上車人次為11,656人。
近年的1日平均上車人次如下表。
| 年度   | 1日平均 上車人次 |
| ------ | ---------------- |
| 1995年 | 6,631            |
| 1996年 | 6,435            |
| 1997年 | 7,196            |
| 1998年 | 7,595            |
| 1999年 | 7,897            |
| 2000年 | 8,100            |
| 2001年 | 8,183            |
| 2002年 | 7,994            |
| 2003年 | 7,960            |
| 2004年 | 8,084            |
| 2005年 | 7,532            |
| 2006年 | 8,224            |
| 2007年 | 8,449            |
| 2008年 | 8,673            |
| 2009年 | 8,705            |
| 2010年 | 8,859            |
| 2011年 | 9,015            |
| 2012年 | 8,992            |
| 2013年 | 8,957            |
| 2014年 | 8,854            |
| 2015年 | 9,148            |
| 2016年 | 9,986            |
| 2017年 | 11,059           |
| 2018年 | 11,656           |

## 相鄰車站
西日本旅客鐵道
 JR寶塚線（福知山線）
■丹波路快速、■快速（下述以外）、■區間快速（下述以外）
通過
■快速（JR東西線直通、此站始發）、■區間快速（JR東西線直通、此站始發）
尼崎（JR-G49）－塚口（JR-G50）
■普通
尼崎（JR-G49）－塚口（JR-G50）－豬名寺（JR-G51）
※JR東西線起的區間快速當中直通豬名寺站以北的列車，在JR寶塚線內的快速也作為普通運行。

### 曾經存在的路線
日本國有鐵道
福知山線支線（尼崎港線）
塚口－尼崎（尼崎臨時乘降場）

## 外部連結
- 塚口｜車站資訊：JR出門網 - 西日本旅客鐵道